# Marcus Fizer
Darnell Marcus Lamar Fizer (ur. 10 sierpnia 1978 w Inkster) – amerykański koszykarz, występujący na pozycjach skrzydłowego.
W 1997 wystąpił w meczu gwiazd amerykańskich szkół średnich - McDonald’s All-American.

## Osiągnięcia
Na podstawie, o ile nie zaznaczono inaczej.

### NCAA
- Zawodnik Roku Konferencji Big 12 (2000)[4]
- Laureat nagrody Pete Newell Big Man Award (2000)[5]
- Najlepszy pierwszoroczny zawodnik Big 12 (1998)[6]
- Most Outstanding Player (MOP=MVP) turnieju Big 12 (2000)[7]
- Wybrany do:
  - I składu:
    - All-American (2000)
    - Freshman All-American (1998)
    - Big 12 (2000)
    - turnieju:
      - Big 12 (2000)
      - Great Alaska Shootout (1999)

  - II składu Big 12 (1999)
  - III składu Big 12 (1998)

### NBA
- Zaliczony do składu II składu debiutantów NBA (2001)[8]
- Uczestnik Rookie Challenge (2002)

### Inne
Drużynowe
- Mistrz Izraela (2009)
- Wicemistrz:
  - Euroligi (2008)
  - Izraela (2008)
  - Portoryko (2007)
  - Wenezueli (2015)
- Zdobywca Superpucharu Izraela (2007)
- Finalista Pucharu Izraela (2008)

Indywidualne
- MVP D-League (2006)
- Wybrany do I składu D-League (2006)
- Uczestnik meczu gwiazd ligi wenezuelskiej (2014)[9]
- Zawodnik miesiąca D-League (2006)

### Reprezentacja
- Mistrz Igrzysk Dobrej Woli (2001)[10]